# Чемпионат СССР по вольной борьбе 1961
17-й чемпионат СССР по вольной борьбе проходил в Таллине (наилегчайшая, полулёгкая, полусредняя и полутяжёлая весовые категории) с 23 по 26 февраля 1961 года, в Минске (легчайший, лёгкий, средний и тяжёлый веса) со 2 по 5 марта 1961 года. В соревнованиях участвовало 203 борца.

## Медалисты
| Весовая категория | Золото                                     | Серебро                                       | Бронза                                        |
| ----------------- | ------------------------------------------ | --------------------------------------------- | --------------------------------------------- |
| Наилегчайший вес  | Али Алиев «Урожай» (Махачкала)             | Заур Шекриладзе «Гантиади» (Тбилиси)          | Владимир Литвин «Буревестник» (Львов)         |
| Легчайший вес     | Михаил Шахов «Динамо» (Киев)               | Иван Лосик «Красное Знамя» (Минск)            | Георгий Саядов «Динамо» (Киев)                |
| Полулёгкий вес    | Владимир Рубашвили «Буревестник» (Тбилиси) | Станислав Гаджиев «Динамо» (Махачкала)        | Сергей Кашкин «Динамо» (Таллин)               |
| Лёгкий вес        | Владимир Синявский «Локомотив» (Киев)      | Роберт Джгамадзе Вооружённые Силы (Москва)    | Хасан Кочиев «Урожай» (Орджоникидзе)          |
| Полусредний вес   | Гарсеван Небиеридзе «Буревестник» (Киев)   | Владимир Горбатенко Вооружённые Силы (Москва) | Александр Кацович «Буревестник» (Минск)       |
| Средний вес       | Владимир Летун «Буревестник» (Минск)       | Юрий Аветисян «Динамо» (Орджоникидзе)         | Николай Аксёнов «Буревестник» (Минск)         |
| Полутяжёлый вес   | Борис Гуревич «Динамо» (Киев)              | Анатолий Албул Вооружённые Силы (Ленинград)   | Михаил Землянов «Труд» (Ижевск)               |
| Тяжёлый вес       | Александр Медведь «Буревестник» (Минск)    | Савкудз Дзарасов «Спартак» (Орджоникидзе)     | Александр Иваницкий Вооружённые Силы (Москва) |